# 曹普 (1906年)
曹普（1906年—1981年），男，山西万泉人，中华人民共和国政治人物，曾任山西省经济委员会副主任，山西省人大常委会副主任。